# Anton Paulik
Anton Paulik (Bratislava, 24 maggio 1901 – Vienna, 23 aprile 1975) è stato un compositore e direttore d'orchestra austriaco.

## Biografia
Paulik ha studiato medicina ed era un medico ma era attratto dalla musica. Ha poi studiato musica a Budapest e Vienna. 
Dal 1921 al 1938 è stato Maestro di cappella del Theater an der Wien dove ha diretto fino al 1930 numerose opere ed operetta viennesi, tra cui nel 1924 le prime assolute delle operette Gräfin Mariza di Emmerich Kálmán con enorme successo, nel 1928 di Die Herzogin von Chicago con Richard Waldemar e Joseph Egger, nel 1931 di Der Bauerngeneral di Oscar Straus, nel 1932 di Sissy di Fritz Kreisler, nel 1933 di Die Dame mit dem Regenbogen di Jean Gilbert, nel 1935 di Dschainah di Paul Abraham e nel 1936 di Axel an der Himmelstür di Ralph Benatzky.
Nel 1931 ha diretto La comtesse Maritza a Parigi.
Poi è diventato direttore al Wiener Staatsoper debuttando nel 1938 con Die Fledermaus (59 recite fino al 1975) seguita da Hänsel e Gretel (opera) rimanendovi fino alla fine della Seconda guerra mondiale. Dopo la guerra fu come Kapellmeister associato alla Wiener Volksoper fino alla sua morte.
Nel 1939 dirige Das Glöckchen des Eremiten di Aimé Maillart, Cavalleria rusticana (opera), Der Waffenschmied di Albert Lortzing e Schwarzer Peter di Norbert Schultze, nel 1940 Boccaccio di Franz von Suppé (60 recite fino al 1953) ed Il paese del sorriso con Esther Réthy, nel 1942 Pagliacci (opera) e Don Pasquale con Alda Noni ed Anton Dermota, nel 1943 Wiener Blut (operetta) con la Réthy ed Erich Kunz (169 recite fino al 1955) e La sposa venduta, nel 1945 Le nozze di Figaro con Sena Jurinac e Martha (opera), nel 1946 Madama Butterfly, nel 1947 Schwanda, der Dudelsackpfeifer di Jaromír Weinberger con Julius Patzak, Le mariage aux lanternes e L'île de Tulipatan di Jacques Offenbach, nel 1949 Der Bettelstudent di Karl Millöcker con Maria Cebotari (149 recite fino al 1955) e Tausend und eine Nacht con la Réthy (88 recite fino al 1955), nel 1950 Les brigands di Offenbach e Gasparone di Millöcker con la Réthy, nel 1952 Der Opernball di Richard Heuberger con la Réthy, Der Vogelhändler di Carl Zeller con Wilma Lipp (76 recite fino al 1955) e Der arme Jonathan di Millöcker con Walter Berry, nel 1953 Die lustige witwe con la Réthy (50 recite fino al 1955) e nel 1954 Giroflé-Girofla di Charles Lecocq e Der Graf von Luxemburg con la Réthy.
Al Festival di Salisburgo nel 1941 dirige 3 spettacoli di balletto con i Wiener Philharmoniker.
Per il Teatro Verdi (Trieste) nel 1957 dirige Die Fledermaus.
Era sposato con la stella dell'operetta viennese Esther Réthy. Nel 1961 è stato nominato professore. Ha ricevuto numerosi premi e riconoscimenti, tra cui il l'Ordine al merito della Repubblica austriaca nel 1958 e la Croce d'Onore Austriaca per la Scienza e l'Arte nel 1971.
L'etichetta discografica statunitense Vanguard Records ha fatto dal 1950 numerose registrazioni su Long playing con la musica della famiglia Strauss e di altri compositori come Oskar Fetraś, Iosif Ivanovici, Joseph Lanner, Oskar Nedbal , Juventino Rosas, Eduard Strauss, Émile Waldteufel e Carl Michael Ziehrer. Queste registrazioni hanno contribuito a rendere questa musica ed i compositori conosciuti in tutto il mondo. Fece anche due registrazioni per la Vanguard Records di Der Zigeunerbaron da Johann Strauss (figlio) e Der Bettelstudent di Millöcker. Ma ha anche preso cura di registrazioni per altre etichette, come ad esempio Eine Nacht in Venedig (operetta) e l'operetta Die schöne Galathée di Franz von Suppé registrata durante il Festival di Bregenz nel 1951 condotto per l'etichetta inglese Saga e di Gräfin Mariza per la Decca.
Ancora allo Staatsoper di Vienna nel 1973 dirige Die Fledermaus con Eberhard Waechter, Edda Moser, Erich Kunz, Christa Ludwig ed Edita Gruberová.
Nel 1974 era in Inghilterra dove ha condotto Die Fledermaus per l'English National Opera al London Coliseum di Londra.

## Discografia
- Benatzky: Axel an der Himmelstür (Wien 1958) - Kleines Wiener Rundfunkorchester/Heinz Sandauer, Archipel
- Kálmán, Gräfin Mariza - Orchester & Chor der Wiener Volksoper/Anton Paulik/Németh Marika, Mastercorp
- Millocker: Bettelstudent (1955) - Rosette Anday/August Jaresch/Franz Bierbach/Rudolf Christ/Kurt Preger/Esther Réthy/Anton Paulik/Wilma Lipp/Vienna Volksoper Orchestra & Chorus/Eberhard Waechter/Karl Doench/Richard Sallaba/Erich Kaufmann, Naxos
- Strauss: The Gypsy Baron, The Vienna State Opera Orchestra & Chorus/Anton Paulik, Mastercorp
- Strauss: Nacht in Venedig (1951) - Alfred Jerger/Kurt Preger/Esther Réthy/Anton Paulik/Wiener Philharmoniker/Bregenz Festival Chorus/Ruthilde Boesch/Karl Friedrich/Hugo Mayer-Gansbacher/Maria Schober, Naxos
- Strauss: Wiener Blut - Anton Paulik/Die Schonbrunner Schrammeln/Kurt Graunke Symphony Orchestra/Muenchner Kammerchor/Ingeborg Hallstein/Ferry Gruber/René Kollo/Dagmar Koller/Benno Kusche, 1975 Philips e DVD Deutsche Grammophon
- Suppé, Boccaccio - Anton Paulik/Elisabeth Roon/Orchester der Wiener Staatsoper, Elite Special